# جيم واين
جيم واين (بالإنجليزية: Jim Wayne)‏ هو سياسي أمريكي، ولد في 21 مايو 1948. حزبياً، نشط في الحزب الديمقراطي.